# Potamogeton semifructus
Potamogeton semifructus är en nateväxtart som beskrevs av A. Benn., Paul Friedrich August Ascherson och Karl Otto Robert Peter Paul Graebner. Potamogeton semifructus ingår i släktet natar, och familjen nateväxter. Inga underarter finns listade.